# Абель, Каспар
Каспар Абель (нем. Caspar Abel; 14 июля 1676, Хинденбург, Герцогство Саксония — 11 января 1763, Вестдорф) — немецкий пастор, богослов, историк, поэт и переводчик.

## Биография
Сын священника. Изучал богословие в Брауншвейге и Хельмштедте . В 1696 году стал директором школы в Остербурге, в 1698 году — школы в Хальберштадте. С 1718 года служил пастором в Вестдорфе. Его сын Иоахим Готвальт Абель (1723—1806) также стал пастором.

## Творчество
Автор ряда исторических работ, стихов и переводов.

## Избранные публикации
Исторические
- Preußische und Brandenburgische Reichs- und Staatshistorie , 1710, 2 тома
- Preußische und Brandenburgische Reichs- und Staatsgeographie , 1711, 2 тома
- Deutsche und Sächsische Altertümer , 1729—1732, 3 тома
- Stift-, Stadt- и Landchronica des Fürstenthums Halberstadt , 1745

Поэзия
- Jubelfest des Brandenburgischen Unterthanen , 1700
- Abbildung eines rechtschaffenen Predigers , 1710

Переводы:
- Овидий «Героиды», 1704, 1723
- Буало «Сатиры», 1729—1732, 2 тома